# Wilhelm Hünermann

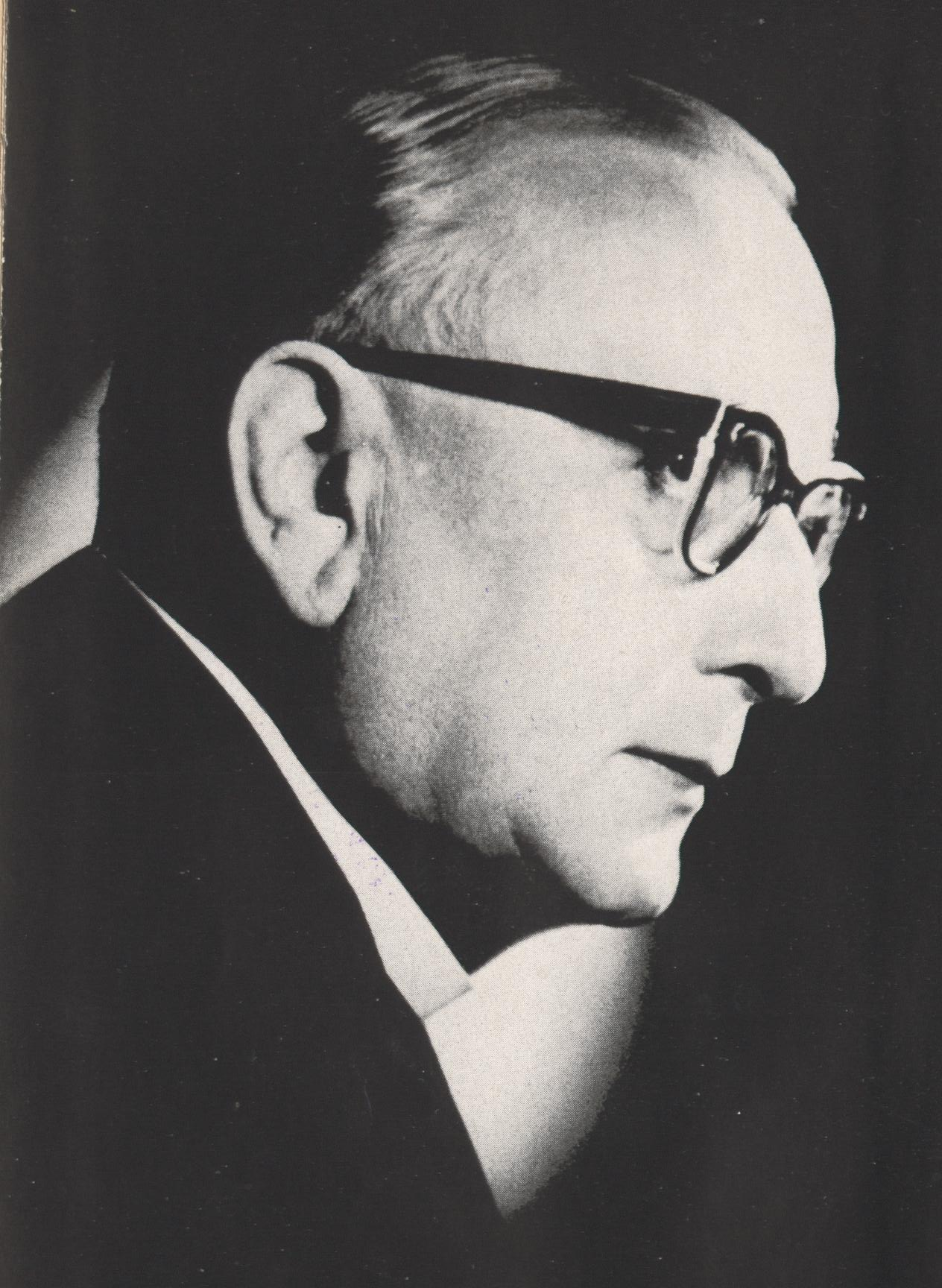
Prälat Wilhelm Hünermann

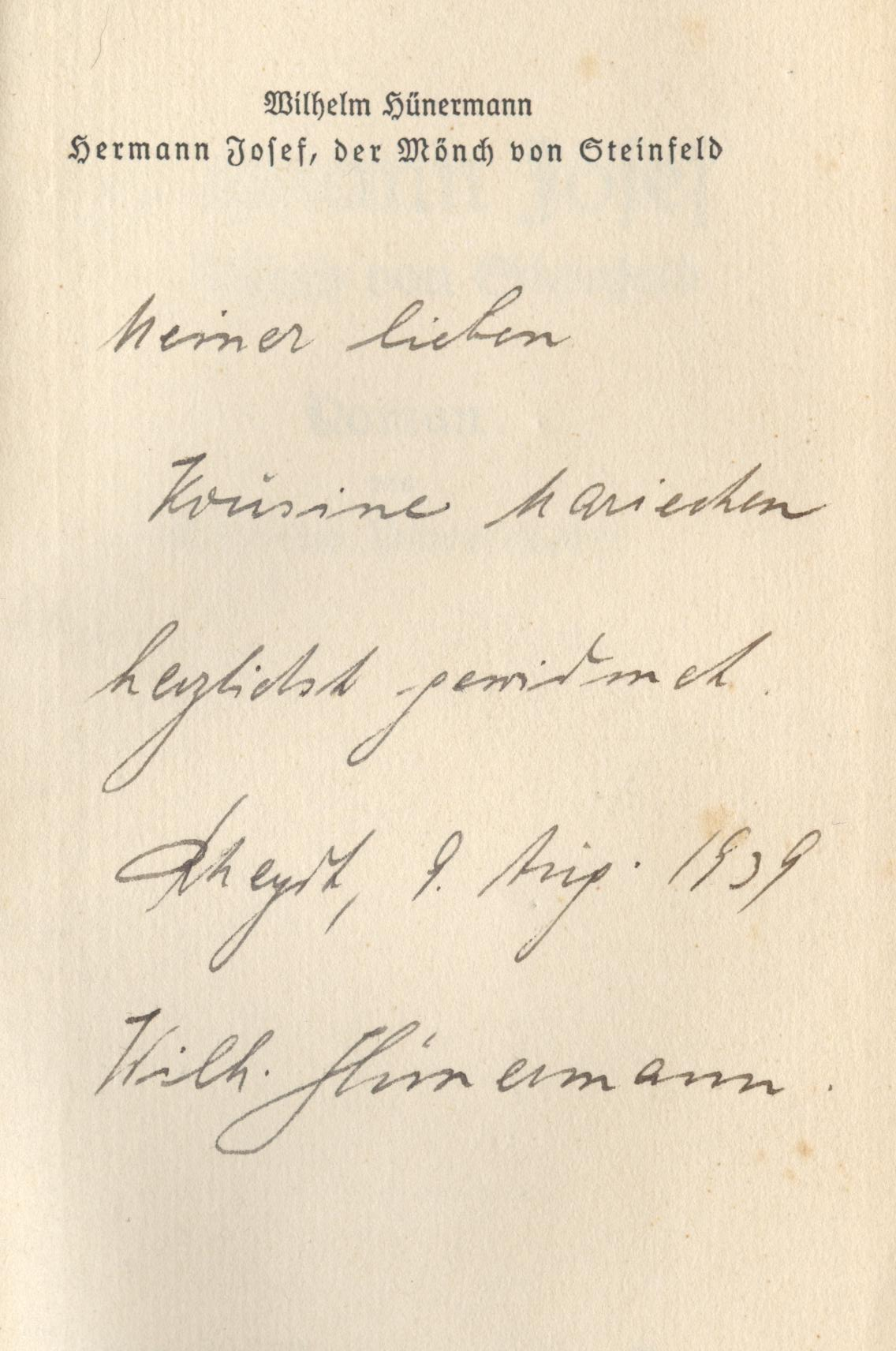
Wilhelm Hünermann, eigenhändige Widmung in einem seiner Bücher: „Meiner lieben Kousine Mariechen herzlichst gewidmet, Rheydt, 9. August 1939“. Die Cousine hieß Maria Pulch und lebte in Grünstadt.

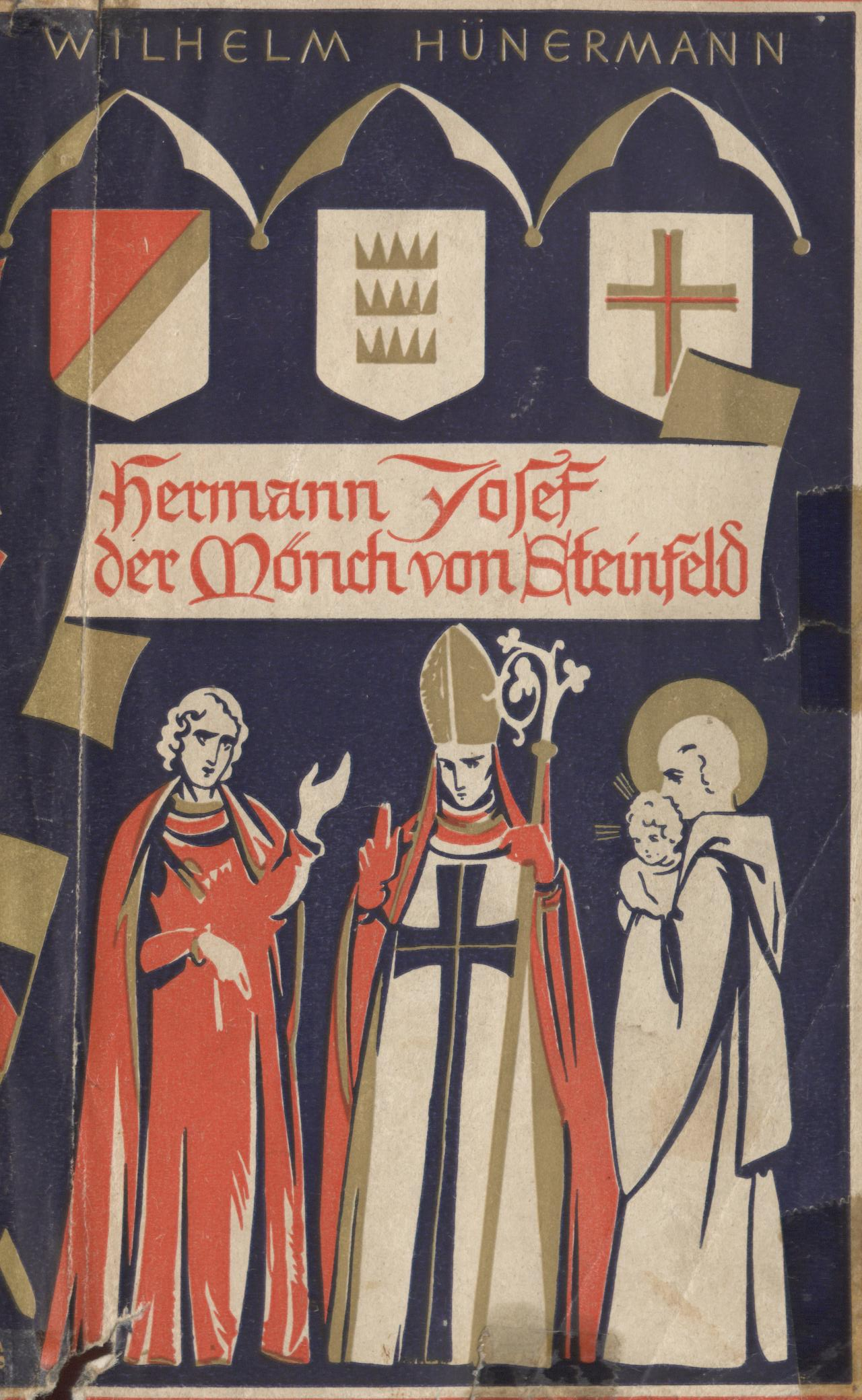
Wilhelm Hünermann, Bucheinband eines seiner frühen Werke. (Es handelt sich um das Buch, das er selbst seiner Cousine schenke.)

Wilhelm Hünermann (* 28. Juli 1900 in Kempen/Niederrhein; † 28. November 1975 in Essen) war ein deutscher katholischer Priester, Biograph und Schriftsteller.

## Leben

### Herkunft und Werdegang
Wilhelm Hünermann wurde als Sohn eines Studienprofessors für Mathematik und Physik in Kempen am Niederrhein geboren. Dort besuchte er auch das Gymnasium und legte mit 17 Jahren sein Abitur ab. Danach rückte er als Soldat in den Ersten Weltkrieg ein.
Nach Kriegsende begann er an der Westfälischen Wilhelms-Universität in Münster Theologie zu studieren und wurde am 26. Mai 1923 zum Priester geweiht. Seine Geburtsregion gehörte in dieser Zeit jurisdiktionsmäßig zum Erzbistum Köln. Seine erste Kaplansstelle war in der Pfarrei Herz Jesu in Oberhausen-Sterkrade.

### Aufenthalt in Berlin
1926 wurde Wilhelm Hünermann in die fürstbischöfliche Delegatur Berlin-Brandenburg-Pommern abgeordnet, die damals formell noch dem Bistum Breslau unterstand. 1930 formierte man daraus das Bistum Berlin, die rheinische Heimatregion Hünermanns wurde gleichzeitig zum eigenständigen Bistum Aachen. Hünermann war in Berlin von 1926 bis 1930 als Kaplan der Pfarrei St. Matthias am Winterfeldtplatz tätig. Als sein Pfarrer und Vorgesetzter wirkte hier Clemens August Graf von Galen, der spätere Kardinal, der 2005 seliggesprochen wurde.
Der „Sozialapostel“ Carl Sonnenschein entdeckte Hünermanns schriftstellerische Begabung und holte ihn zur Mitarbeit in die Redaktion der Bistumszeitung Katholisches Kirchenblatts der Fürstbischöflichen Delegatur für Berlin, Brandenburg und Pommern (ab 1929: Katholisches Kirchenblatt für Berlin, Brandenburg und Pommern, ab 1932: Katholisches Kirchenblatt des Bistums Berlin). Der später von den Nationalsozialisten ermordete Ministerialrat Erich Klausener übertrug ihm auch die Pressearbeit der katholischen Aktion, deren Leiter er war.

### Rückkehr an den Rhein und Buchautor
Sein Aachener Bischof berief Wilhelm Hünermann schließlich ins Heimatbistum zurück, wo er als Religionslehrer an einer höheren Schule wirkte. Er erhielt Unterrichtsverbot, nachdem er öffentlich eine Hl. Messe für seinen Freund, „den ermordeten Ministerialdirektor Dr. Erich Klausener und seine Mörder“, zelebriert hatte. Das Verbrechen, das die SS am 30. Juni 1934 im Rahmen des sogenannten Röhm-Putsches verübte, wurde offiziell als Selbstmord dargestellt.
Während des zwangsweisen „Ruhestandes“ betätigte sich Hünermann seelsorgerisch und widmete sich verstärkt der Schriftstellerei. Er schrieb 1936 sein erstes Buch Der Bäckerjunge von Znaim, eine plastisch-erzählende Darstellung über das Leben des Hl. Klemens Maria Hofbauer. Bald folgten weitere Werke, durchweg Erzählungen und historische Romane, die sich meist mit großen Gestalten der Kirchengeschichte oder kirchengeschichtlichen Ereignissen befassten. Teils waren es leichtere Erzeugnisse für die Jugend, oft aber auch anspruchsvolle Unterhaltungsbücher für Leser jeden Alters. Bücher dieser ersten Schaffensperiode sind auch Priester der Verbannten (1937), über den Aussätzigenapostel Damian de Veuster, Hermann Josef der Mönch von Steinfeld (1939), das Leben des Hl. Hermann Joseph von Steinfeld und Das lebendige Licht (1941) eine Biographie der Hl. Hildegard von Bingen.
Im Zweiten Weltkrieg verbot die Reichsschrifttumskammer Wilhelm Hünermann jede literarische Tätigkeit und verbot und konfiszierte seine Werke teilweise.
Nach Kriegsende berief der Bischof von Aachen Wilhelm Hünermann zum Hauptschriftleiter der Aachener Kirchenzeitung.
1947 ließ er sich von dieser Aufgabe freistellen, um sich nur noch der Schriftstellerei zu widmen. Er übersiedelte nach Essen und es begann seine fruchtbarste schriftstellerische Zeit.
Neben der Geschichte des Gottesreiches, einer kompletten Kirchengeschichte in vier Bänden, verfasste Hünermann unter dem Titel Der endlose Chor eine sogenannte Heiligenlegende für jeden Tag des Jahres. Er widmete das Werk seinem ehemaligen Chef, dem verstorbenen Kardinal Graf Galen, „dessen Hausgemeinschaft er als Kaplan an der Berliner Sankt-Matthias-Kirche teilte“, wie es im Vorwort heißt. Immer wieder benutzte er bevorstehende Selig- oder Heiligsprechungen, Jubiläen und Ähnliches, um erneut Einzelbiographien bekannter Glaubenszeugen zu publizieren, etwa die Seligsprechungen Papst Pius X., des Markgrafen Bernhard von Baden, oder von Maria Goretti.
Wilhelm Hünermann starb als Päpstlicher Ehrenprälat 1975 in Essen.

## Werk und Wirkung
Das Interesse an Hünermanns Büchern nahm in der Zeit nach dem II. Vatikanischen Konzil (etwa ab 1970) rapide ab. Die Werke wurden großteils aus den Verlagsprogrammen genommen oder mit der Begründung, sie seien unzeitgemäß, aus vielen öffentlichen und kirchlichen Büchereien ausgesondert. So führten sie ein Nischendasein innerhalb konservativ orientierter Kirchenkreise. Eine Ausnahme waren seine unter dem Titel Der leuchtende Tag gesammelten Erzählungen für Kommunionkinder, die nach ihrem Erscheinen 1948 ab Mitte der 1950er Jahre hohe Auflagen erreichten (134.000 Exemplare bis 1961) und als Geschenk zur Erstkommunion auch in den 1970er und 1980er Jahren beliebt blieben (31 Auflagen im Matthias-Grünewald-Verlag bis 1993, Neuausgabe im Haass-Verlag 1992). Erst im Rahmen der seit Anfang des 21. Jahrhunderts wieder einsetzenden Renaissance dezidiert katholischer Bücher und Publikationen begann man sich der Werke Hünermanns zu erinnern und legte sie in zeitgemäßem Erscheinungsbild wieder auf. So gibt es – nach dem fast völligen Verschwinden aller Hünermann-Bücher – inzwischen wieder ein großes Programm an Neuauflagen.
Insgesamt verfasste der Priester mehr als 50 Romane und Erzählungen, in einer Auflage von mehr als drei Millionen Exemplaren; die jüngsten Neuauflagen noch nicht eingerechnet. Sie wurden und werden in rund 20 Sprachen übersetzt.

## Schriften (in Auswahl)
jeweils in der Reihenfolge der Erstausgaben; Neuauflagen werden nur aufgeführt, wenn sie unter einem anderen Titel erschienen

### Biographische Erzählungen und Biographien
- Pater Hofbauer, der Fähnrich Gottes, Tyrolia-Verlag, Innsbruck 1936.
  - im selben Jahr auch unter dem Titel Der Bäckerjunge von Znaim. Pater Hofbauer, Kerle, Heidelberg 1936.
  - Neuausgabe unter dem Titel Der Bäckerjunge von Znaim. Klemens Maria Hofbauer, Kerle, München 1940 (bis zum 52. Tausend unter diesem Titel).
  - Lizenzausgaben in mehreren Verlagen unter dem Titel Der Bäckerjunge von Znaim. Das Leben des Hl. Klemens Maria Hofbauer, unter anderem im Verlag der Buchgemeinde Bonn, 1936.
  - Neuausgabe unter dem Titel Der Apostel von Wien, Tyrolia-Verlag, Innsbruck 1988.
- Priester der Verbannten. Damian de Veuster, flämischer Held, Tyrolia-Verlag, Innsbruck 1937.
- Hermann Josef, der Mönch von Steinfeld. Das Leben des Hl. Hermann Joseph von Steinfeld, Verlag der Buchgemeinde Bonn, 1939.
- Die Herrgottsschanze. Erzählung nach wahren Begebenheiten aus der Zeit der französischen Revolution, Herder Verlag, Freiburg 1940 (über das Leben des Priesters Pierre Coudrin).
- Das Herrgottsbrüderle. Ein Lebensbild des Franziskanerbruders Firminus Wickenhäuser, Verlag der Bonifacius-Druckerei, Paderborn 1940.
- Das lebendige Licht. Das Leben der Heiligen Hildegard von Bingen, Verlag der Buchgemeinde Bonn, Bonn 1941.
- Clemens August. Aus dem Lebensbuch des Kardinals Graf von Galen, Verlag des Borromäus-Vereins, Bonn 1947.
- Kolping, der Gesellenvater, Pfeiler-Verlag, Rottenburg am Neckar 1948/1949.
  - Neuausgabe unter dem Titel Der Gesellenvater. Die Erzählung des Lebens von Adolf Kolping, Herder Verlag, Freiburg 1949.
  - dritte Ausgabe unter dem Titel Vater Kolping. Das Lebensbild des Gesellenvaters, Tyrolia-Verlag, Innsbruck 1950.
  - vierte Ausgabe unter dem Titel Vater Kolping. Ein Lebensbild, Herder Verlag, Freiburg 1958.
- Meister Douvermann, der Bildschnitzer Unserer Lieben Frau. Ein Künstlerroman vom Niederrhein, Verlag der Büchergemeinde Bonn, Bonn 1949.
- Der Bettler von Granada. Ein Lebensbild des hl. Johannes von Gott, Johannes von Gott Verlag, Regensburg 1949.
- Um Mädchenehre. Das Leben und Sterben der Hl. Maria Goretti, Herder Verlag, Freiburg 1950.
- Hedwig – Mutter und Herzogin. Ein Volksbuch, Herder Verlag, Freiburg 1951.
- Der Heilige und sein Dämon. Das Leben des armen Pfarrers von Ars, Kerle Verlag, Heidelberg 1952.
  - Neuausgabe unter dem Titel Der Pfarrer von Ars. Johannes Vianney, Tyrolia-Verlag, Innsbruck 1986.
- Der Gottesrufer von Padua. Leben des Leben des heiligen Antonius nach Geschichte und Legende erzählt, Pfeiler-Verlag, Rottenburg am Neckar 1953.
- Brennendes Feuer. Papst Pius X., Tyrolia-Verlag, Innsbruck 1953 (bis zum 54. Tausend unter diesem Titel).
  - Neuausgabe unter dem Titel Feuer auf die Erde. Papst Pius X., Tyrolia-Verlag, Innsbruck 1979.
- Der Mandarin des Himmels. Das Leben des Kölner Astronomen Pater Johann Adam Schall am Kaiserhof zu Peking, Oppermann Verlag, Hannover 1954.
- Die Seilerstochter von Barfleur. Lebensbild der heiligen Maria-Magdalena Postel, Herder Verlag, Freiburg 1956.
  - Neuausgabe unter dem Titel Tochter des Sturms, Verlag Petra Kehl, Fulda 2006.
- Der Reiter gegen Tod und Teufel. Das Leben des sel. Markgrafen Bernhard von Baden, Kerle Verlag, Heidelberg 1957.
- Vinzenz von Paul. Der Wächter von Saint-Lazare, Herder, Freiburg 1959.
- Der gehorsame Rebell. Abt Franz Pfanner, der Gründer von Mariannhill, Tyrolia-Verlag, Innsbruck 1959.
  - Neuausgabe unter dem Titel Der gehorsame Rebell. Abt Pfanner, der Gründer von Mariannhill, Tyrolia-Verlag, Innsbruck 1987.
- Der Apostel von Turin. Johannes Don Bosco, Tyrolia-Verlag, Innsbruck 1961.
  - Neuausgabe unter dem Titel Don Bosco und seine Strolche, Tyrolia-Verlag, Innsbruck 1979.
  - dritte Ausgabe unter dem Titel Don Bosco und seine Buben, Tyrolia-Verlag, Innsbruck 1985.
- Sankt Martin – Der Reiter der Barmherzigkeit. Ein Lebensbild des Hl. Bischofs Martin von Tours, Martin Verlag Walter Berger, Buxheim 1962.
- Das Lied in den Flammen. Die Märtyrer von Uganda, Herder Verlag, Freiburg 1962.
- Der Tänzer von Spoleto. Ein Lebensbild des hl. Gabriel Possenti, Rex-Verlag, Luzern 1962.
  - Neuausgabe unter dem Titel Der Tänzer von Spoleto. Das Leben des Jugendheiligen Gabriel Possenti (1838–1862), Theresia-Verlag, Lauerz 2004.
- Der Sohn des Scherenschleifers. Ein Lebensbild des heiligen Peter Julien Eymard, Tyrolia-Verlag, Innsbruck 1963.
  - Neuausgabe unter dem Titel Julien Eymard. Der Sohn des Scherenschleifers (1811–1868), Theresia-Verlag, Lauerz 2005.
- Ein Flame in Gottes Kompanie. Ein Lebensbild des hl. Johannes Berchmans, 1599–1621, Rex-Verlag, Luzern 1964.
- Prinz Gonzaga. Ein Lebensbild des heiligen Aloysius, Rex-Verlag, Luzern 1965.
  - Neuausgabe unter dem Titel Prinz Gonzaga. Das Leben des Heiligen Aloysius von Gonzaga (1568–1591), Theresia-Verlag, Lauerz 2002.
- Ein Mönch unter den Wölfen. Johannes von Kapistran, der Apostel Europas, Tyrolia-Verlag, Innsbruck 1965.
- Der Pfarrer der Welt. Das Leben Johannes XXIII., Tyrolia-Verlag, Innsbruck 1967.

### Heiligenlegenden
- Der endlose Chor. Erzählungen zum Jahr der Kirche für Jugend und Volk, Herder Verlag, Freiburg 1948.
  - spätere Ausgaben unter dem Titel Der endlose Chor. Ein Buch von den Heiligen für das christliche Haus (9 Auflagen unter dem Titel bei Herder bis 1964).
  - ab 2003 unter dem Titel Heilige und Selige. Der endlose Chor, Theresia-Verlag, Lauerz 2003.
- Am Morgen der Gnade. Aus der Jugend großer Heiliger, Pfeiler-Verlag, Rottenburg am Neckar 1955 (Band 1) und 1956 (Band 2).
  - Neuausgabe in einem Band unter dem Titel Kinder des Lichtes. Aus der Jugend großer Heiliger, Christiana-Verlag, Stein am Rhein 1977.

### Biblische Nacherzählungen
- Wir haben seine Herrlichkeit gesehen. Ein Leben Jesu, Tyrolia Verlag, Innsbruck 1956.
- Bündnis mit Gott. Die Geschichten aus dem Alten Testament, Tyrolia-Verlag, Innsbruck 1955.

### Religiöse Erzählungen
- Der goldene Leuchter. Erzählungen, Rex-Verlag, Luzern 1948.
- Die steinernen Tafeln, Rex-Verlag, Luzern 1949.
  - Neuausgabe unter dem Titel Licht über Sinai – Die steinernen Tafeln. Erzählungen zum Dekalog, Theresia-Verlag, Lauerz 2002.
- Der siebenfache Quell. Erzählungen, Rex-Verlag, Luzern 1951.
- Der Himmel ist stärker als wir. Eine Fatimaerzählung, Matthias-Grünewald-Verlag, Mainz 1954.
  - Neuausgabe unter dem Titel Fatima – Der Himmel ist stärker als wir. Eine Fatima-Erzählung, Theresia-Verlag, Lauerz 2001.

### Bücher für Kinder und Jugendliche
- Silbersporen, Steyler Missionsbuchhandlung, Kaldenkirchen 1946.
- Der leuchtende Tag. Erzählungen für Kommunionkinder, Matthias-Grünewald-Verlag, Mainz 1948.
  - Neuausgabe im Haass-Verlag, Mönchengladbach 1992.
- Die Jungen von Hallstadt. Einer wahren Begebenheit nacherzählt, Verlag des Borromäus-Vereins, Bonn 1948.
  - Neuausgabe unter dem Titel Die Hüter der Fahne, Verlag Petra Kehl, Stuttgart 1997.
- Der Knochenmann im Jungfernturm und andere haarsträubende Gespenstergeschichten, Paul Pattloch Verlag, Aschaffenburg 1949.
  - Neuausgabe unter dem Titel Der Knochenmann im Jungfernturm, Theresia-Verlag, Lauerz 2001.
- Ministranten, Matthias-Grünewald-Verlag, Mainz 1950.
  - Neuausgabe unter dem Titel Die Lausbuben des Lieben Gottes, Matthias-Grünewald-Verlag, Mainz 1997.
- Die Jungen von Zeche Ludwig. Eine Erzählung aus dem Kohlenpott, Paul Pattloch Verlag, Aschaffenburg 1951.
- Versiegelte Lippen. Erzählungen zum Sakrament der Sündenvergebung, Rex-Verlag, Luzern 1953.
- Der Ritterschlag. Erzählungen zum Sakrament der heiligen Firmung, Rex-Verlag, Luzern 1954.
- Teddy, der Jockeilehrling. Eine Erzählung für Jungen, Pfeiffer, München 1954.
  - Neuausgabe unter dem Titel Comtessa muss siegen, Verlag Petra Kehl, Stuttgart 2001.
- Die Kommunionkinder aus Himmelreich. Eine Erzählung für Kommunionskinder und andere Leute, Matthias-Grünewald-Verlag, Mainz 1957.
  - Neuausgabe unter dem Titel Die Kommunionkinder von Himmelreich. Eine Erzählung für Kommunionskinder und andere Leute, Matthias-Grünewald-Verlag, Mainz 1959.
  - dritte Ausgabe unter dem Titel Die Kommunionkinder aus Himmelreich, Matthias-Grünewald-Verlag, Mainz 1999.
- Die Stadt der tausend Jungen. Father Flanagans Boys-Town, Kerle Verlag, Heidelberg 1966.
- Don Vesuvio und die Strolche. Ein Jungenspiel, Buchner, München 1968.
  - Neuausgabe unter dem Titel Vesuvio und seine Strolche. Mario Borrelli, ein moderner Don Bosco, Tyrolia-Verlag, Innsbruck 1969.

### Zur Kirchengeschichte und zur Missionsgeschichte
- Geschichte des Gottesreiches
  - Band 1: Das purpurne Segel, Rex-Verlag, Luzern 1956.
  - Band 2: Das Kreuz auf den Fahnen, Rex-Verlag, Luzern 1957.
  - Band 3: Die verlorene Einheit, Rex-Verlag, Luzern 1957.
  - Band 4: Fels in der Brandung, Rex-Verlag, Luzern 1958.
- Geschichte der Weltmission. Lebensbilder großer Missionare
  - Band 1: Von Alaska bis Feuerland, Rex-Verlag, Luzern 1960.
  - Band 2: Feuersturm über Asien, Rex-Verlag, Luzern 1960.
  - Band 3: Unter der Sonne Afrikas, Rex-Verlag, Luzern 1961.
- Die Schmiede der Wahrheit. Erzählungen zur Geschichte der Allgemeinen Konzilien, Rex-Verlag, Luzern 1962.

### Beiträge in Anthologien
- Lausbuben und Erzengel. Geschichten von O. Berneder, Franz Braumann, Wilhelm Hünermann, Johannes Kirschweng, Margit Petermann und Ludwig Schuster. Paulusverlag, Recklinghausen 1930.

### Theaterstücke
- Der Wächter von Minoriten, Kolping-Verlag Adolf Kemmerich, Köln, 1947.